# サーベラス・キャピタル・マネジメント
サーベラス・キャピタル・マネジメント（Cerberus Capital Management, L.P.）は、アメリカ合衆国を拠点とするプライベート・エクイティ・ファンドである。「サーベラス」は、ギリシア神話の「地獄の番犬ケルベロス」の英語読みである。

## 概説
アメリカの年金基金や機関投資家などから集めた投資信託を基に運営されている。アメリカの元副大統領であったダン・クエールが顧問を務め、現在はブッシュ政権下の財務長官だったジョン・スノーが会長を務める。
2007年5月、ダイムラー・クライスラーからクライスラー部門の株式の80%を買収した。しかしクライスラーが2009年4月末に破産申請をしたため、無価値となった。

## 日本における事業展開
同社は1998年4月に日本拠点となる「サーベラス・ジャパン株式会社」を東京に設立し、2000年代から経営不振に陥った日本企業に大口出資を行うようになる。2006年1月、「昭和地所による南青山での地上げに暴力団が関与」と報じた毎日新聞を、名誉毀損として損害賠償115億円を求めて提訴した（昭和地所はサーベラス傘下である）。毎日新聞記者等に拳銃の弾や脅迫文が送られてきたが、同年12月にサーベラスから和解を申し出て成立した。またサーベラスグループから西武ホールディングス（西武HD）へ派遣された河井一彦・岩間甫・勝野雅弘が取締役就任を辞退した。
2009年に大口出資先のあおぞら銀行が新生銀行と経営統合する計画が浮上したが、2010年5月に新生銀行側の事情により破談となった。
2006年2月、堤義明会長を中心とした有価証券偽造事件によって上場廃止となった西武鉄道に、経営再建資金として1千億円を出資。当初は友好的に振る舞ったものの、2012年、再上場時の株価設定を巡り経営陣と対立すると、同年10月12日に提出した47項目の要求書の中で「不採算路線」である多摩川線・山口線・国分寺線・多摩湖線・西武秩父線の5路線廃止やプロ野球球団の埼玉西武ライオンズの売却などを求めたが、西武HDの後藤高志社長はこれを拒否した。なお、当時はサーベラス側は廃線や球団売却の提案を否定していたが、一方で「47項目要求は私信であり、その公開は不当」という声明を弁護士事務所を通じて発表した。
これを受け、サーベラスは2013年3月12日から1株1400円による敵対的TOBを実施したが、5月31日までの期限内に取得できた株式は西武HD株式数の3.04%にとどまり、サーベラスの保有株式数は32.44%から35.48%へ増加して重要事項拒否権は確保したものの、上限として設定していた44.67%には届かず、各種報道においてこの買収は失敗と評価された。これを受け、2013年6月25日の西武HD定時株主総会ではサーベラス側が当時は同社会長だったクエール、取締役のスノー、それに元金融庁長官の五味廣文ら8人の取締役選任を求めたが、西武HD経営陣に反対され、総会で否決された。この結果、後藤社長を中心とした従来の経営体制が維持され、サーベラスによる経営権掌握は失敗した。
この一連の経緯は両社の感情的対立をかきたて、一時は訴訟の可能性も取り沙汰され、サーベラス社のスティーブン・ファンバーグCEOと西武HDの後藤社長との間で激しい応酬も起きたが、敵対的TOBの終了後は両社の対立関係は緩和した。2014年4月23日に西武HDが9年ぶりの株式上場を果たすと、西武HD側の当初予定通りに初価で1600円だった株価は同年6月25日の定時株主総会までにサーベラス側の初価設定要求だった2000円を突破したこともあり、この定時総会ではサーベラス側からの提案はなく、西武HD側の経営陣提案は順調に承認された。
一連の投資事業の難航を受け、2014年以降には同社による日本事業の縮小が報道されるようになった。1月には国際興業と西武HDの所有株を売却し、2月には日本から撤退すると報じられた。2015年5月にはロイター通信により、サーベラス社が西武HD以外の全株式を売却してサーベラス・ジャパン社で約15人の人員削減を行うこと、その中には2002年からサーベラス・ジャパン社の共同CEO、2010年からは同社の代表取締役社長を務めていた鈴木喜輝も含まれると伝えられ、鈴木は実際に2015年6月に社長を退任して同社を退職した。また、サーベラス・ジャパン社の副社長・COOとして11年にわたって日本に滞在し、鈴木退任後も数人のスタッフとともに同社に残っていたブライアン・サンダースも2015年に離日した。
ロイター通信はこの報道の中で、時に「ハゲタカファンド」と呼ばれて嫌われた米国のプライベート・エクイティ・ファンドの中で、サーベラスは日本から撤退する最後のファンドだと報じた。その中でサーベラス・ジャパン社の業務は西武HD株の管理のみにほぼ絞られたが、上記の通り、西武側の好業績や保有資産への高評価による上場後の株価上昇を見てサーベラス社は2015年5月以降に所有株式の売却を順次開始し、2017年8月に、サーベラスが西武HDの保有株を全て売却したことが判明した。

## 日本における投資先
- ダイア建設（上場のグループ会社に当時再建途上だった大和建設を持っていた。破綻直前までは当初、レオパレス21支援での再建計画を予定していた）
- 長崎屋（ドン・キホーテへ売却）
- あおぞら銀行（2012年に保有株を売却）
- ラディアホールディングス（旧グッドウィル・グループ）
- 木下工務店（不動産部門を第二会社（エムシー・コーポレーション）として一旦分離、再合併して現「木下グループ」となる）
- 昭和地所（協和銀行の不動産部門として設立されりそな銀行と親密であった）
- 国際興業（2014年に国際興業ホールディングスに保有株を売却）
  - 帝国ホテル - 国際興業から保有株を肩代わりした三井不動産と提携
- 西武ホールディングス(2017年8月10日に保有株を売却[12])
  - 西武鉄道
  - 埼玉西武ライオンズ

### 注記
1. ↑  西武HD側は1600円と考えていたものの、サーベラス側は2000円を求めていた。
2. ↑  西武鉄道の株式上場廃止は2004年12月17日。
3. ↑  鈴木は1963年1月15日生まれ、慶應義塾大学卒業後、オリエント・リース（後のオリックス）に入社して不動産投資や事業再編事業を担当した後、シカゴ大学にてMBAを取得。1995年から2002年まではKPMGのロサンゼルスオフィスで日米企業へのアドバイザリーサービス（経営コンサルティング）を行っていた。サーベラス・ジャパン退社後は2015年10月にオリックスへ復帰し、2019年からは同社の米国法人であるOrix Corporation USAの社長兼CEO、2020年からはオリックス本社の取締役兼専務執行役を務めている。
4. ↑  サンダースはオンタリオ州出身のカナダ人。投資銀行のソロモン・スミス・バーニーで勤務した後、2003年にサーベラス社のニューヨークオフィスに入社した。日本から去った後はロンドンでサーベラス社の欧州投資部門に所属した後、2019年からは米国本社の投資法人であるアトラス・マーチャント・キャピタルの経営責任者兼欧州・英国事業代表を務めている。
5. ↑  2014年の西武HD株主総会では、外国人投資家を「ハゲタカ」と称するのは差別としてこれを禁じるよう求めた一般株主提案もなされた。
6. ↑  ロイター通信の英語版記事では『「エクソダス」(exodus)に合流した』という表現が用いられた。
7. ↑  2015年4月には再上場後最高額となる1株3500円台となっていた。